# Electrohouse
Electrohouse är en musikgenre som kombinerar electro och house i toner och små enkla ljud. Där house ibland kan kännas varm och "organisk" är electro ofta mer kall, steril och metallisk. Electrohouselåtar innehåller ofta en fas som kallas "drop", som innebär att man byter till rytmer med mycket bas, mörka bastrummor och höga toner.